# Jost Metzler
Jost Metzler (ur. 26 lutego 1909 w Altshausen, zm. 29 września 1975 w Ravensburgu) – niemiecki dowódca okrętów podwodnych (U-Bootów) w czasie II wojny światowej.

## Życiorys
Metzler wstąpił do Reichsmarine w październiku 1933 roku po ośmiu latach służby w marynarce handlowej. Służył na torpedowcu T-196, trałowcach i awizie „Grille”. W kwietniu 1940 roku przeszedł do floty podwodnej.
Podczas czterech patroli bojowych na pokładzie U-69, zwanego „Śmiejącą się krową”, od listopada 1940 do czerwca 1943 roku zatopił 11 jednostek nieprzyjaciela o łącznej pojemności 56318 BRT oraz uszkodził jedną (4887 BRT). Później na krótko był dowódcą U-847, który przejął po Friedrichu Guggenbergerze, ale z powodu choroby musiał zrezygnować z patroli bojowych i zajął się szkoleniem oficerów. Od października 1943 do końca wojny dowódca 19. Flotylli U-Bootów z siedzibą w Pilawie, a potem w Kilonii.
Najbardziej znanym jego wyczynem jest zaplanowany przez niego, a zaakceptowany przez Karla Doenitza i zakończony sukcesem, trwający od maja do czerwca 1941 r. trzeci patrol U-69. Polegał on na zaminowaniu pod osłoną nocy położonych w Afryce Zachodniej portów brytyjskich w Takoradi i Lagos.
Po wojnie rozpoczął pracę jako dyrektor browaru. W 1954 publikował wspomnienia pod tytułem „Śmiejąca się krowa”.

## Odznaczenia
Odznaczenia Josta Metzlera to między innymi:
- Krzyż Rycerski Krzyża Żelaznego (28 lipca 1941)
- Krzyż Żelazny I klasy
- Krzyż Żelazny II klasy
- Medal Pamiątkowy 1 października 1938
- Odznaka za 4-letnią Służbę w Kriegsmarine